# Єцавський край
Є́цавський кра́й (латис. Iecavas novads) — адміністративно-територіальна одиниця Латвійської Республіки. Розташований у центральній частині країни, в історичному регіоні Семигалія. Адміністративний центр — Єцава. Створений 2009 року. Площа — 311,6 км². Населення — 9059 осіб (2011). 

## Населення
Національний склад краю за результатами перепису населення Латвії 2011 року.
| Національність | К-сть | % |
| -------------- | ----- | - |